# Claude Giroux
Claude Giroux, född 12 januari 1988 i Hearst i Ontario, är en kanadensisk professionell ishockeyspelare som spelar för Ottawa Senators i National Hockey League (NHL). 
Han har tidigare spelat på NHL-nivå för Florida Panthers och Philadelphia Flyers. Giroux valdes som den 22:e spelare totalt i 2006 års NHL-draft av Flyers. Han var lagkapten för Flyers mellan den 13 januari 2013 och 19 mars 2022.
Giroux växte upp och började spela ishockey i sin hemstad Hearst, Ontario. Han flyttade senare med sin familj till Orleans, Ontario sommaren 2002. I Orleans spelade han för Major Bantam AA samt Minor Midget AA för Cumberland Barons, för vilka han var klubbens främste poängplockare. Internationellt vann han en guldmedalj med Team Canada under 2008 års VM i ishockey.  
Giroux debuterade för Flyers i februari 2008 och blev gedigen i laget på heltid halvvägs in på säsongen 2008/09. År 2011, efter att Flyers byt bort både Mike Richards och Jeff Carter, tog Giroux över rollen som klubbens första center. Han har blivit klubbens bästa poängskytt under säsongerna 2010/11, 2011/12, 2013/14, 2015/16 och 2017/18. 2012 och 2014 slutade han som tredje i ligan i poängmässigt. År 2018 slutade han på andra plats i ligan med 102 poäng, bakom Connor McDavid. 
Giroux medverkar på omslaget i EA Sports TV-spel NHL 13.

## Uppväxt
Giroux föddes den 12 januari 1988 i Hearst, Ontario, en fransktalande stad, vilket gör att han talar flytande engelska och franska. Han är son till Raymond och Nicole Giroux och har en syster som heter Isabelle. Giroux och hans familj var anhängare av Montreal Canadiens, men hans idol när han växte upp var Pavel Bure, som större delen av sin karriär tillhörde Vancouver Canucks.
Han flyttade senare med sin familj till Orleans, Ontario sommaren 2002. I Orleans spelade han för Major Bantam AA samt Minor Midget AA för Cumberland Barons, för vilka han var klubbens främste poängplockare. Efter att han blev utesluten från Ontario Hockey League (OHL) draften 2004 spelade Giroux för Cumberland Grads under säsongen 2004/2005, då vid 16 års ålder. Trots att han saknades större delen av säsongen då han fick körtelfeber, gjorde Giroux 40 poäng på 48 matcher och utsågs till Canadian Junior Hockey League (CJHL) Rookie of the Year.

## Klubblagskarriär

### Tidig karriär

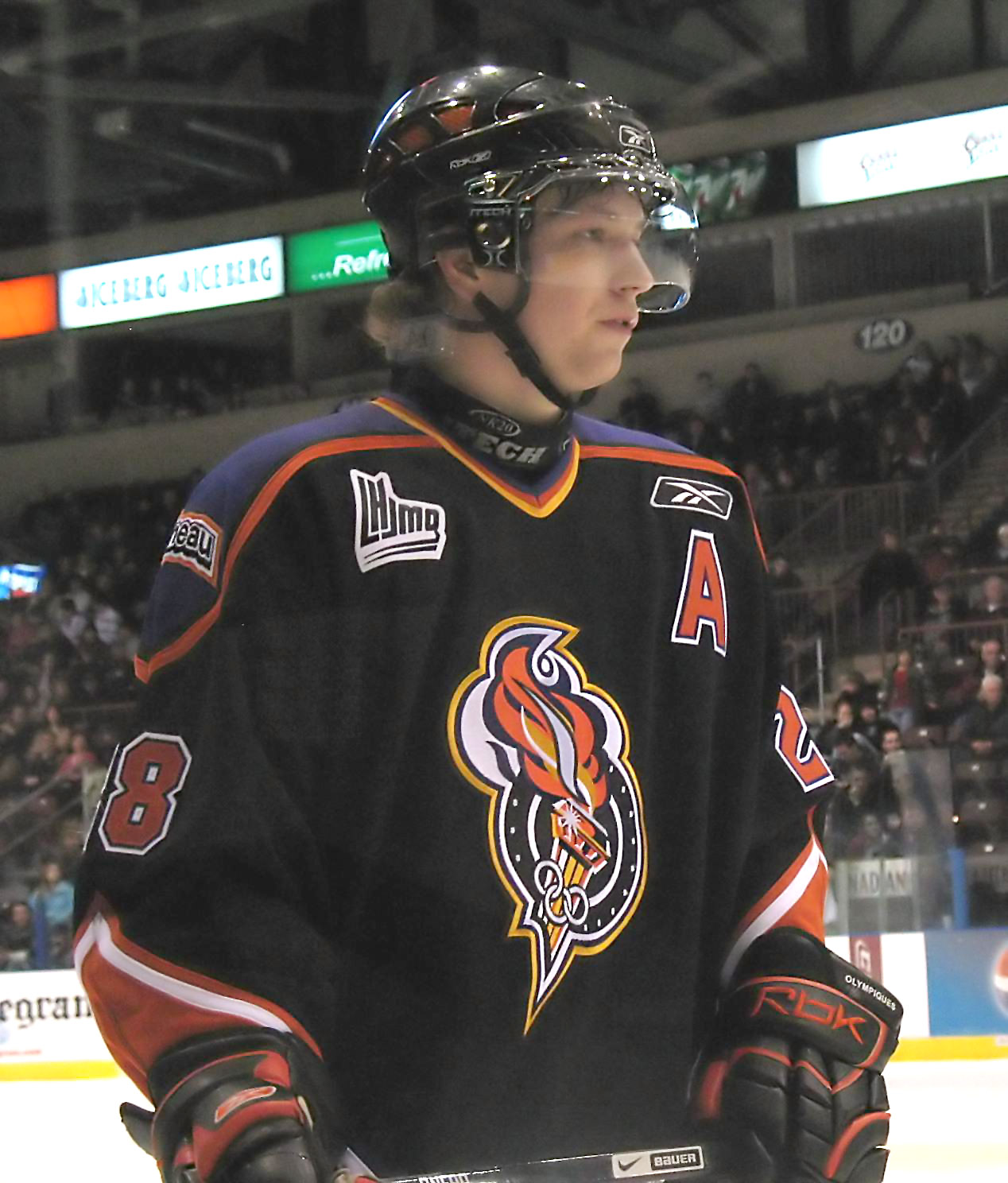
Giroux med Gatineau Olympiques, 2007

Giroux, som var klubblös, blev inbjuden till Gatineau Olympiques träningsläger för provträning. Han gjorde det så pass bra att han strax där efteråt skrev kontrakt med klubben.
Under sin rookiesäsong med Olympiques gjorde Giroux 39 mål och totalt 103 poäng på 69 matcher och utsågs till Quebec Major Junior Hockey League (QMJHL) Rookie of the Year. Han deltog i NHL Entry Draft 2006 och valdes 22:a totalt av Philadelphia Flyers. Flyers skrev kontrakt med Giroux den 23 juli 2007.
Den 20 februari 2019 pensionerade Gatineau Olympiques Giroux tröja nummer 28 och hissade upp den i taket i Robert Guertin Centre.

### Philadelphia Flyers
Efter ett eländigt träningsläger med Flyers i början av säsongen 2008/09 tilldelades Giroux till organisationens AHL-lag, Philadelphia Phantoms. Efter att ha acklimatiserat sig inom den professionell ishockeyn vände den bleka trenden snabbt; han utsågs till månadens nybörjare i AHL under december då han noterade för åtta mål och sex assist på åtta spelade matcher. Han kallades sedan upp till Flyers efter juluppehållet och stannade där under resten av säsongen. Den 31 december noterade han för sitt första NHL-poäng genom att assistera Jeff Carter-mål i en seger över Vancouver Canucks. Han fick en mild hjärnskakning under nästa match när Corey Perry från Anaheim Ducks armbågade honom i huvudet. Giroux avslutade matchen men missade de kommande fem; Perry blev avstängd i fyra matcher.

Den 27 januari 2009 gjorde Giroux sitt första NHL-mål mot målvakten Tomáš Vokoun och Florida Panthers i en 3–2-förlust. Hans första Stanley Cup-mål kom i en 6–3-seger i match 3 i Eastern Conference kvartsfinalen 2009 mot Marc-André Fleury från ärkerivalerna Pittsburgh Penguins. Samma match gjorde han också en assist i numerärt underläge då han stal pucken i hörnet av Penguins zon och överarbetade deras backcheck, åkte sedan förbi bakom deras mål två gånger och skyddade pucken medan han letade efter inkommande stöd i form Simon Gagné som sedan gjorde mål. Giroux avslutade säsongen 2008/09 med nio mål och 27 poäng på 42 spelade matcher.

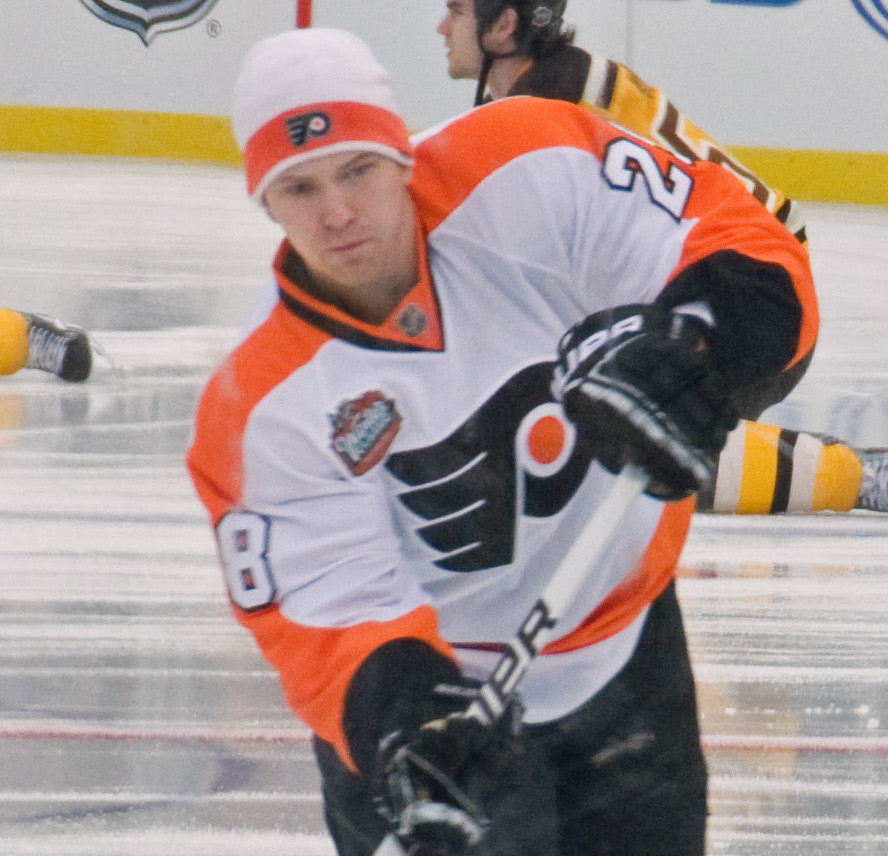
Giroux med Philadelphia Flyers under 2010 NHL Winter Classic

Flyers var ett inkonsekvent lag under större delen av säsongen 2009/10, vilket drabbade alla deras spelare. Giroux tillbringade mycket tid som center med James van Riemsdyk på vänsterkanten, den högt rankade rookien som Flyers hade valt som 2:a spelare totalt i NHL Entry Draft 2007. Flyers kvalificerade sig till slutspelet 2010 efter att Giroux satt den avgörande straffen i en straffläggning mot New York Rangers. Giroux var en stor poängproducent i en första omgång av slutspelet då demonterade New Jersey Devils och vann med totalt 4–1 i matcher. Flyers gjorde en historisk comeback från tre matcher underläge till 3–3 mot Boston Bruins för att sedan vinna den sjunde och avgörande matchen för att ta sig till Eastern Conference Finalen. Väl i Conference finalen dominerade man Montreal Canadiens för att då ta sig till Stanley Cup-finalen. Giroux gjorde det vinnande målet på övertid mot Chicago Blackhawks i match 3, men trots sin fortsatta Flyers att förlora vilket gjorde att man förlorade finalen med 4–2 i matcher. Giroux noterade för 21 slutspelspoäng och bekräftade sitt rykte som en framväxande ung talang.
Efter en månad in på säsongen 2010/11 tecknade Giroux på ett treårskontrakt värt 11,25 miljoner dollar med Flyers. Kontraktet, som undertecknades den 8 november 2010, gjorde att Giroux tjänade 3,75 miljoner dollar per år. Den 11 januari 2011 utsågs Giroux till NHL All-Star Game 2011. Han avslutade sin breakout-säsong med 25 mål och 51 assist på 82 matcher och gjorde ett mål och 11 assist under 11 slutspelsmatcher, där Flyers besegrade Buffalo Sabres men slutligen besegrades av Bruins. Giroux spelade sin 200:e NHL-match den 26 mars 2011 mot New York Islanders, som Flyers vann med 4–1.
Efter att Flyers hade bytt ut Jeff Carter och Mike Richards under försäsongen 2011 tog Giroux över rollen som första linjens center för klubben. I och med att Richards och Carter bytes bort gjorde det honom till den spelaren som representerat Flyers näst längsta i hela truppen. Giroux bildade en ny topplina med Scott Hartnell och ikonen Jaromír Jágr. Giroux ledde poängligan i NHL under större delen säsongen och ansågs vara en favorit för Hart Memorial Trophy vid säsongens All-Star-paus. Han avslutade säsongen, dock 16 poäng bakom den slutgiltiga Hart Trophy-vinnaren Evgeni Malkin. Den 13 april 2012 gjorde Giroux sitt första hattrick i karriären under match två i första omgången i slutspelet 2012 mot Pittsburgh. Han gjorde totalt sex poäng under samma match och slog därmed rekordet för flest poäng under en och samma Stanley Cup-match. Den 7 maj 2012 fick Giroux ett spelavstängning för ha gjort en huvudtackling på New Jersey Devils Dainius Zubrus under match 4 i Eastern Conference semifinalen. Efter att Flyers hade eliminerats av Devils, slutade Giroux säsongen som både Flyers bästa grundserie poängskytt (93 poäng) och topp i slutspelspoäng (17 poäng). Efter Flyers eliminering gjorde Giroux en operation på båda hans handleder. När nyheten om operationen avslöjades var Giroux fortfarande slutspelets ledande poängskytt, även om hans lag hade eliminerats sedan två veckor tillbaka. Den 20 juni 2012 utnämndes Giroux till omslaget för NHL 13 vid NHL-utmärkelserna i Las Vegas; han blev därmed den första Philadelphia Flyers spelaren på ett av EA Sports NHL-videospel sedan Eric Lindros som var på omslaget på NHL 99.
Under NHL-lockouten säsongen 2012/13 spelade Giroux och hans Flyers lagkamrat Daniel Brière för Eisbären Berlin i tyska Deutsche Eishockey Liga (DEL). I sin nionde match i Tyskland drabbades han av en nacke- och axelskada som man först fruktade skulle vara en hjärnskakning. Han återvände till Nordamerika och förblev inaktiv under resten av lock-out. Efter att lock-outen slutade utsågs Giroux till den 19:e lagkaptenen i Flyers historia den 15 januari 2013 och tog över för den obestämt skadade Chris Pronger. 
Giroux började säsongen 2012/13 började ganska segt. På grund av saknade av linjemännen Jaromír Jagr, som undertecknade med Dallas Stars som free agent, och Scott Hartnell, som bröt foten under säsongens tredje match, detta ledde till att Giroux endast gjorde sju poäng på lagets första 13 matcher. Hans säsong vände när högerforwarden Jakub Voráček, som också hade haft det kämpigt under de första matcherna, placerades i samma kedja som Giroux. Från den 12 februari till slutet av grundsäsongen var Giroux den fjärde mest produktiva spelaren i ligan och gjorde tio mål och 30 assist (40 poäng) under den perioden. Han slutade med 48 poäng på 48 matcher och den nya kedjekamraten Voráček slutade med ett karriärrekord på 22 mål. Laget som i helhet hade det kämpigt under hela säsongen missade slutspelet för första gången sedan säsongen 2006/07. 
Den 5 juli 2013 undertecknade Giroux en förlängning med Flyers som gjorde han klubben trogen åtta år framåt. Kontraktet var värt 66,2 miljoner dollar.
Hela Flyers-laget kämpade ur sig en svacka, då Philadelphia bara vann en av sina första åtta matcher. Giroux var inget undantag och hade en svår start på säsongen 2013/14. Under sina första 15 matcher gjorde han bara sju assist och lyckades inte göra ett enda mål. Så småningom kom den dåliga sviten att vända och Flyers och Giroux matcher återgick till det normala.
Den 10 december 2021 spelade Giroux in sitt 334:e powerplay-poäng i karriären med en assist till Sean Couturiers mål. Detta gjorde att han passerade Bobby Clarkes rekord för flest powerplay-poäng i Flyers historia.

### Florida Panthers
Den 19 mars 2022 bytes Giroux till Florida Panthers tillsammans med Connor Bunnaman, German Rubtsov och ett val i femterundan 2024 emot Owen Tippett, ett val i förstarundan av NHL-draften 2024, samt ett val i tredjerundan 2023. Han gjorde sin debut fem dagar senare och ledde omgående laget till seger med 4–3 över Montreal Canadiens. Efter endast sju sekunder in i sitt första byte för det nya laget såg han till att assistera fram till lagets kvitteringsmål (1–1) i den första perioden. I numerärt överläge klev Giroux fram igen med ytterligare en assist, denna gång till Sam Reinharts matchvinnande mål.

## Landslagskarriär
Giroux var med och tävlade med Kanada i Juniorvärldsmästerskapet 2008. Han gjorde två mål och fyra assist på sju matcher för att hjälpa Kanada att vinna sitt fjärde JVM i rad. Han spelade även för Kanada i VM i april 2013. Där gjorde han tre mål och fem assist på åtta matcher. År 2015 var han med och spelade hem Kanadas 25:e VM-titel då man slog Ryssland i finalen med 6–1.

## Privatliv
Giroux är sedan juli 2018 gift med Ryanne Giroux (född Breton). Den 14 februari 2019 bekräftade Ryanne att paret väntade sitt första barn. Deras son, Gavin, föddes sedan den 26 augusti.
Under säsongen 2010/2011 bodde Giroux med lagkamraten Daniel Brière och Brières tre söner i sitt hem i Haddonfield, New Jersey. 2011 flyttade Giroux ut och in i en lägenhet med lagkamraten Brayden Schenn. 
Den 1 juli 2014 arresterades Giroux av polisen i Ottawa efter att ha tagit två gånger i baken på en manlig polis medan han var berusad inne i en nattklubb i Ottawa. Enligt uppgifter tillbringade han natten i fängelse, det lades dock inga åtal.
Giroux smeknamn är G.

## Rekord
- Gatineau Olympiques – 51 poäng på 19 slutspelsmatcher
- Philadelphia Flyers – mest poäng i en Stanley Cup serie (6)
- Philadelphia Flyers – mest matcher som lagkapten (611)[18]
- Philadelphia Flyers – mest powerplay-poäng (339)

## Statistik

### Grundserie and slutspel
| 2003/04    | Cumberland Barons     | ODMHA      | 39   | 31  | 28  | 59  | 28  | —  | —  | —  | —  | —  |
| 2004/05    | Cumberland Grads      | CJHL       | 48   | 13  | 27  | 40  | 30  | —  | —  | —  | —  | —  |
| 2005/06    | Gatineau Olympiques   | QMJHL      | 69   | 39  | 64  | 103 | 64  | 17 | 5  | 15 | 20 | 24 |
| 2006/07    | Gatineau Olympiques   | QMJHL      | 63   | 48  | 64  | 112 | 49  | 5  | 2  | 5  | 7  | 2  |
| 2006/07    | Philadelphia Phantoms | AHL        | 5    | 1   | 1   | 2   | 6   | —  | —  | —  | —  | —  |
| 2007/08    | Gatineau Olympiques   | QMJHL      | 55   | 38  | 68  | 106 | 37  | 19 | 17 | 34 | 51 | 6  |
| 2007/08    | Philadelphia Flyers   | NHL        | 2    | 0   | 0   | 0   | 0   | —  | —  | —  | —  | —  |
| 2008/09    | Philadelphia Phantoms | AHL        | 33   | 17  | 17  | 34  | 22  | —  | —  | —  | —  | —  |
| 2008/09    | Philadelphia Flyers   | NHL        | 42   | 9   | 18  | 27  | 14  | 6  | 2  | 3  | 5  | 6  |
| 2009/10    | Philadelphia Flyers   | NHL        | 82   | 16  | 31  | 47  | 23  | 23 | 10 | 11 | 21 | 4  |
| 2010/11    | Philadelphia Flyers   | NHL        | 82   | 25  | 51  | 76  | 47  | 11 | 1  | 11 | 12 | 8  |
| 2011/12    | Philadelphia Flyers   | NHL        | 77   | 28  | 65  | 93  | 29  | 10 | 8  | 9  | 17 | 13 |
| 2012/13    | Eisbären Berlin       | DEL        | 9    | 4   | 15  | 19  | 6   | —  | —  | —  | —  | —  |
| 2012/13    | Philadelphia Flyers   | NHL        | 48   | 13  | 35  | 48  | 22  | —  | —  | —  | —  | —  |
| 2013/14    | Philadelphia Flyers   | NHL        | 82   | 28  | 58  | 86  | 46  | 7  | 2  | 4  | 6  | 2  |
| 2014/15    | Philadelphia Flyers   | NHL        | 81   | 25  | 48  | 73  | 36  | —  | —  | —  | —  | —  |
| 2015/16    | Philadelphia Flyers   | NHL        | 78   | 22  | 45  | 67  | 53  | 6  | 0  | 1  | 1  | 2  |
| 2016/17    | Philadelphia Flyers   | NHL        | 82   | 14  | 44  | 58  | 38  | —  | —  | —  | —  | —  |
| 2017/18    | Philadelphia Flyers   | NHL        | 82   | 34  | 68  | 102 | 20  | 6  | 1  | 2  | 3  | 2  |
| 2018/19    | Philadelphia Flyers   | NHL        | 82   | 22  | 63  | 85  | 24  | —  | —  | —  | —  | —  |
| 2019/20    | Philadelphia Flyers   | NHL        | 69   | 21  | 32  | 53  | 28  | 16 | 1  | 7  | 8  | 2  |
| 2020/21    | Philadelphia Flyers   | NHL        | 54   | 16  | 27  | 43  | 12  | —  | —  | —  | —  | —  |
| 2021/22    | Philadelphia Flyers   | NHL        | 57   | 18  | 24  | 42  | 20  | —  | —  | —  | —  | —  |
| NHL totalt | NHL totalt            | NHL totalt | 1000 | 291 | 609 | 900 | 412 | 85 | 25 | 48 | 73 | 39 |

### Internationellt
| År            | Lag           | Turnering     | Resultat      |    | Matcher | Mål | Assist | Poäng | Utv |
| ------------- | ------------- | ------------- | ------------- | -- | ------- | --- | ------ | ----- | --- |
| 2008          | Kanada        | JVM           | Guld          | 7  | 2       | 4   | 6      | 8     |     |
| 2013          | Kanada        | VM            | 5:a           | 8  | 3       | 5   | 8      | 12    |     |
| 2015          | Kanada        | VM            | Guld          | 10 | 3       | 7   | 10     | 4     |     |
| 2016          | Kanada        | WCH           | Guld          | 1  | 0       | 0   | 0      | 0     |     |
| 2017          | Kanada        | VM            | Silver        | 10 | 2       | 4   | 6      | 4     |     |
| Junior totalt | Junior totalt | Junior totalt | Junior totalt | 7  | 2       | 4   | 6      | 8     |     |
| Senior totalt | Senior totalt | Senior totalt | Senior totalt | 29 | 8       | 16  | 24     | 20    |     |

## Utmärkelser & meriter

### QMJHL
- Spelade i CHL 2005/06 Top Prospects Game
- QMJHL Rookie of the Month – december 2005 and mars 2006
- 2005/06 QMJHL All-Rookie Team
- QMJHL Offensive Player of the Month – september 2006
- 2008 Presidents Cup (QMJHL slutspelsmästare) med Gatineau Olympiques
- 2008 Guy Lafleur Trophy (QMJHL slutspelets MVP)
- 2007/08 QMJHL First All-Star Team
- 2007/08 Canadian Major Junior First All-Star Team
- Tröja nummer 28 pensioneras av Gatineau Olympiques den 20 februari 2019

### AHL
- AHL Rookie of the Month – december 2008

### NHL
- 6x NHL All-Star Game – 2011, 2012, 2015, 2016, 2018, 2019
- NHL Andra All-Star Team – 2018

#### Philadelphia Flyers
- Bobby Clarke Trophy – 2011, 2012, 2014, 2016, 2018
- Gene Hart Memorial Award – 2011
- Toyota Cup (3 Stars Award) – 2012, 2013, 2014, 2015, 2016, 2018, 2021

### Övrigt
- Utnämnd till Årets Pro-idrottare 2011 av Philadelphia Sports Writers Association
- 2012 mottagare av Philadelphia Sports Congress John Wanamaker Athletic Award
- Röstade in som omslagsutövare för EA Sports NHL 13 -videospel
- Matchvinnande mål mot Columbus Blue Jackets röstades av Flyers fans som lagets "Årets höjdpunkt" under säsongen 2013/14
- Matchvinnande mål på övertid mot Winnipeg Jets, assisterad av Shayne Gostisbehere, röstades av Flyers fans som lagets "Årets höjdpunkt" under säsongen 2015/16
- Utnämndes 2018 Saku Koivu Award (Comeback Player) mottagare av The Hockey News